# アニュイ川
アニュイ川（アニュイがわ、ロシア語: Анюй）は、ロシア連邦のハバロフスク地方を流れるアムール川の右支流の一つである。
満州語ではドンドン川（Dondon bira）、漢語では敦敦河と呼ばれていた。但し現代中国語では阿紐伊河と表記する。

## 概要
アニュイ川の長さは393㎞、流域面積は12,700㎢で、シホテ・アリン山脈を源流とする。河川は主にハバロフスク地方を流れ、ナナイスク地区のNaikhin村（ハバロフスクとコムソモリスク・ナ・アムーレの中間）にてアムール川本流と合流する。
最大の支流はマノマ川（198㎞）で、その他にもTormasu（75㎞）、Gobilli（97㎞）、Podi（70㎞）、Dymni（61㎞）などの支流がある。
アニュイ川（ドンドン川）は古くよりナナイ人の居住地域で、16〜17世紀にこの地方を支配した清朝の記録によると、ナナイ人のゲイケレ姓（現在のゲイケル氏族）・フスハラ姓（現在のバサル／ブスハル氏族）・ジャクスル姓（現在のザクソル／ジャクソル氏族）などが居住していたという。なお、アニュイ川（ドンドン川）より上流のアムール川流域に住まう民族は18世紀の清朝による強制移住政策によって住民構成が大きく変わってしまったが、アニュイ川流域の住民は大きな変化を蒙っていない。